# Spărgătorii de nunți
Spărgătorii de nunți (titlu original: Wedding Crashers) este un film american din 2005 regizat de David Dobkin după un scenariu de Steve Faber și Bob Fisher. Rolurile principale au fost interpretate de actorii Owen Wilson, Vince Vaughn și Christopher Walken; cu Rachel McAdams, Isla Fisher, Bradley Cooper și Jane Seymour în roluri secundare.
Filmul urmărește doi mediatori de divorț (Wilson și Vaughn) care strică nunți în încercarea de a întâlni și a seduce femei.
A fost lansat la 15 iulie 2005, de  New Line Cinema, cu recenzii pozitive ale criticii. Filmul a avut succes comercial, încasând 288,5 milioane de dolari americani în întreaga lume, cu un buget de 40 de milioane de dolari americani, și este creditat că a contribuit la revigorarea popularității comediilor orientate spre adulți, clasificate R de Asociația Cineaștilor din America (împreună cu Virgin la 40 de ani).

## Distribuție
- Owen Wilson - John Beckwith
- Vince Vaughn - Jeremy Grey
- Christopher Walken - U.S. Secretary William Cleary
- Rachel McAdams - Claire Cleary
- Isla Fisher - Gloria Cleary
- Jane Seymour - Kathleen Cleary
- Ellen Albertini Dow - "Grandma" Mary Cleary
- Keir O'Donnell - Todd Cleary
- Bradley Cooper - Sack Lodge
- Henry Gibson - Father O'Neil
- Ron Canada - Randolph
- Rebecca de Mornay - Mrs. Kroeger
- Dwight Yoakam - Mr. Kroeger
- Jenny Alden - Christina Cleary
- Will Ferrell - Chazz Reinhold (nemenționat)